# Vespa bellicosa
Espèce
Vespa bellicosa est une espèce de frelons de la famille des Vespidae.

## Répartition
Cette espèce est présente en Asie du sud est, sur les grandes îles de la Sonde (Bornéo et Sumatra).